# Allilki
Allilki – nieorganiczne związki chemiczne z grupy węglików jonowych zawierające aniony [C=C=C]4−
. Dobrze poznanym związkiem z tej grupy jest allilek magnezu (Mg
2C
3), który powstaje m.in. podczas ogrzewania acetylenku magnezu. W wyniku hydrolizy Mg
2C
3 powstaje propyn (allilen – stąd nazwa tej grupy związków).